# Přemysl III. (Troppau)

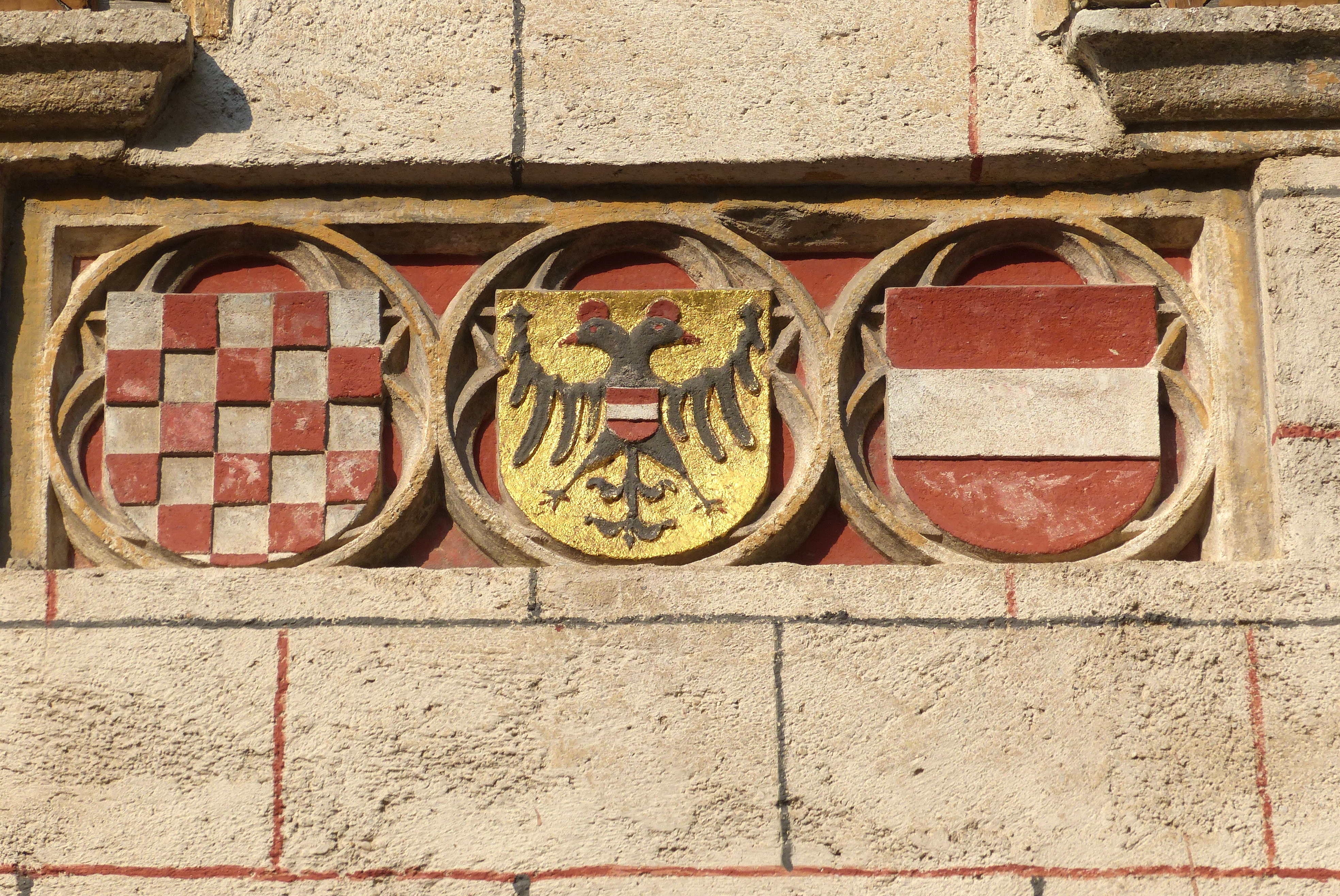
Wappen des Přemysl III. von Troppau (links) am Herzoghof in Mödling (Niederösterreich)

Přemysl III. von Troppau (auch Primislaus/Przemko III. von Troppau; tschechisch Přemysl III. Opavský; * um 1450; † 17. Februar 1493) war Herzog von Troppau und Domherr von Breslau, Olmütz und Wien sowie Propst der Pfarrei St. Othmar in Mödling. Er entstammte dem Troppauer Zweig der böhmischen Přemysliden.

## Leben
Seine Eltern waren Herzog Wilhelm von Troppau und Salome, eine Tochter des böhmischen Adligen Puta von Častolowitz.
Nach dem Tod des Vaters 1452 übernahm dessen Bruder Ernst die Vormundschaft über Přemysl und dessen vier Geschwister. Zusammen mit seinen Brüdern Friedrich und Wenzel III. hatte Přemysl III. zwei Drittel des Herzogtums Troppau geerbt. Das Erbrecht auf das Herzogtum Münsterberg blieb ihnen verwehrt, da ihr Vater dieses 1451 seinem Bruder Ernst vertraglich übertragen und dieser ihm als Gegenleistung sein Drittel an Troppau überlassen hatte. Nach 1454 verkaufte Ernst als Vormund Přemysl III. und seiner Brüder ihren Zwei-Drittel-Anteil an Troppau dem Oppelner Herzog Bolko V., während das letzte Drittel bis 1464 ihr Vetter Johann II. von Leobschütz halten konnte.
Da Přemysl III. keine Aussichten auf ein gesichertes Einkommen hatte, wurde er von seinem Onkel für den geistlichen Stand bestimmt. 1464 immatrikulierte er sich an der Universität Krakau unter dem Eintrag „Preclarus princeps Przyemislaus dux Oppawie d. T.“ Im selben Jahr ist er, zusammen mit seinem Onkel Přemysl II., als Mitglied des Breslauer Domkapitels belegt (dux junior und dux senior), wo er 1466 als Herzog von Münsterberg bezeichnet wird. Das Recht auf diese Titulatur übernahm er von seinem verstorbenen Vater, dessen Mutter eine Schwester des letzten Münsterberger Piasten Johann I. war. Vermutlich um diese Zeit wurde Přemysl III. auch Kanoniker von Olmütz. 
Ab dem Wintersemester 1471 studierte Přemysl III. an der Universität Wien, wo er vermutlich den akademischen Abschluss eines Bakkalaureats erwarb. 1479 wurde er in der Nachfolge des verstorbenen Wiener Domdechanten Paul Laubmann als „Primislaus dux Oppaue“ dessen Nachfolger. Ihm folgte er auch als Propst der Pfarre St. Othmar in Mödling, die ihm Kaiser Friedrich III. zugleich mit der Wohnung im Herzogshof zuwies. Im Herzogshof, an dem sich bis heute sein Wappen befindet, wohnte er bis an sein Lebensende. Sein Amt als Pfarrer soll er sehr gewissenhaft wahrgenommen haben. Im Wiener Metropolit-Archiv befinden sich für die Jahre 1481–1484 mehrere Schriftstücke, die sein Wirken belegen. Obwohl er durch die Zerschlagung des Herzogtums Troppau weitgehend verarmt war, gehörte er durch sein abgeschlossenes Universitätsstudium zu den herausragendsten und gebildetsten mährischen und schlesischen Adligen seiner Zeit.
Přemysl III., dessen Lebensdaten in der älteren Literatur häufig mit seinem Onkel Přemysl II. verwechselt werden, starb unverheiratet und ohne Nachkommen am 17. Februar 1493. Sein Leichnam wurde in der Mödlinger Pfarrkirche St. Othmar beigesetzt, wo sich an der Nordwand sein Grabmal aus rotem Marmor erhalten hat. Es enthält eine Inschrift, die seinen Stand und geistliche Funktionen wiedergibt:
„Anno Domini 1493. 17. februarii obiit hic illustris princeps Primislaus Opavie dux. Wratislaviensi Olemucensis et Wiennensis. Ecclesiarum canonicus plebanus hic in Medling atque decanus Wienne Austrie, cuius anima vivat Deo. Amen“